# بخش وین (شهرستان نوبل، اوهایو)
بخش وین (به انگلیسی: Wayne Township) یک منطقهٔ مسکونی در ایالات متحده آمریکا است که در شهرستان نوبل، اوهایو واقع شده‌است.
 بخش وین ۵۵٫۴ کیلومتر مربع مساحت و ۵۰۷ نفر جمعیت دارد و ۲۸۸ متر بالاتر از سطح دریا واقع شده‌است.